# Hot Pink
Albums de Doja Cat
Amala
(2018) Planet Her
(2021)
Singles
1. Juicy
Sortie : 15 août 2019
2. Bottom Bitch (it)
Sortie : 3 octobre 2019
3. Rules (en)
Sortie : 24 octobre 2019
4. Cyber Sex (en)
Sortie : 7 novembre 2019
5. Say So
Sortie : 24 janvier 2020
6. Like That (en)
Sortie : 15 mai 2020
7. Streets
Sortie : 29 janvier 2021

Hot Pink est le deuxième album studio de la rappeuse et auteure-compositrice-interprète américaine Doja Cat. Il est sorti le 7 novembre 2019 sous les labels Kemosabe (en) et RCA.

## Accueil critique
| Publication       | Classement                               | Position | Réf.   |
| ----------------- | ---------------------------------------- | -------- | ------ |
| Complex           | Les meilleurs albums de 2019             | 49       | [ 7 ]  |
| NME               | Les 50 meilleurs albums de 2019          | 40       | [ 8 ]  |
| Vibe              | Les 30 meilleurs albums de 2019          | 9        | [ 9 ]  |
| VultureHound (en) | Les albums de l'année 2019               | NC       | [ 10 ] |
| XXL               | Les 50 meilleurs projets hip-hop de 2019 | NC       | [ 11 ] |

## Liste des pistes
| Édition standard | Édition standard                      | Édition standard | Édition standard                          | Édition standard | Édition standard | Édition standard | Édition standard | Édition standard | Édition standard |
| No               | Titre                                 | Auteur | Producteur                                | Durée            |                  |                  |                  |                  |                  |
| ---------------- | ------------------------------------- | --- | ----------------------------------------- | ---------------- | ---------------- | ---------------- | ---------------- | ---------------- | ---------------- |
| 1.               | Cyber Sex (en)                        | - Amala Zandile Dlamini - Gerard A. Powell II - Allan P. Grigg (en) - Lydia Asrat - David Sprecher (en)                                                     | - Kool Kojak (en) - Tizhimself            | 2:46             |                  |                  |                  |                  |                  |
| 2.               | Won't Bite (featuring Smino (en))     | - Amala Zandile Dlamini - David Sprecher - Kurtis McKenzie (en) - Christopher Smith, Jr. (en) - William Fadhili                                             | - Kurtis McKenzie - Yeti Beats            | 3:15             |                  |                  |                  |                  |                  |
| 3.               | Rules (en)                            | - Amala Zandile Dlamini - Ben Diehl - Salaam Remi - Lukasz Gottwald - Lydia Asrat - Theron Thomas (en) - David Sprecher                                     | - Tyson Trax - Ben Billions - Salaam Remi | 3:07             |                  |                  |                  |                  |                  |
| 4.               | Bottom Bitch (it)                     | - Amala Zandile Dlamini - David Sprecher - Mark Hoppus - Tom DeLonge - Travis Barker                                                                        | - Doja Cat - Yeti Beats                   | 3:18             |                  |                  |                  |                  |                  |
| 5.               | Say So                                | - Amala Zandile Dlamini - Lukasz Gottwald - Lydia Asrat | Tyson Trax                                | 3:58             |                  |                  |                  |                  |                  |
| 6.               | Like That (en) (featuring Gucci Mane) | - Amala Zandile Dlamini - Lukasz Gottwald - Theron Thomas - Lydia Asrat - David Sprecher - Radric Davis                                                     | - Tyson Trax - Mike Crook                 | 2:43             |                  |                  |                  |                  |                  |
| 7.               | Talk Dirty                            | - Amala Zandile Dlamini - Kurtis McKenzie - Lee Stashenko - Lydia Asrat - David Sprecher                                                                    | - Kurtis McKenzie - F a l l e n           | 4:01             |                  |                  |                  |                  |                  |
| 8.               | Addiction                             | - Amala Zandile Dlamini - Richard Isong - Ariowa Irosogie - Kurtis McKenzie - David Sprecher                                                                | - Ari PenSmith - P2J                      | 3:28             |                  |                  |                  |                  |                  |
| 9.               | Streets                               | - Amala Zandile Dlamini - Dominique Logan - Darius Logan - Lydia Asrat - David Sprecher - Theron Gtis Feemster (en) - Christopher Jefferies - Demarie Sheki | Blaq Tuxedo                               | 3:47             |                  |                  |                  |                  |                  |
| 10.              | Shine                                 | - Amala Zandile Dlamini - Lukasz Gottwald - David Sprecher                                                                                                  | - Tyson Trax - Madmax                     | 2:40             |                  |                  |                  |                  |                  |
| 11.              | Better than Me                        | - Amala Zandile Dlamini - Antwoine Collins - David Sprecher - Lydia Asrat                                                                                   | - Troy Nöka - Johng Beats - Yeti Beats    | 3:22             |                  |                  |                  |                  |                  |
| 12.              | Juicy (featuring Tyga)                | - Amala Zandile Dlamini - Lukasz Gottwald - David Sprecher - Lydia Asrat - Micheal Ray Stevenson                                                            | - Tyson Trax - Yeti Beats                 | 3:23             |                  |                  |                  |                  |                  |
| 39:48            |                                       | |                                           |                  |                  |                  |                  |                  |                  |

## Classements
| Classement (2019-20)                | Meilleure position |
| ----------------------------------- | ------------------ |
| Australie (ARIA)                    | 19                 |
| Belgique (Flandre Ultratop)         | 103                |
| Belgique (Wallonie Ultratop)        | 169                |
| Canada (Canadian Albums)            | 12                 |
| Danemark (Tracklisten)              | 13                 |
| Estonie (Eesti Ekspress)            | 3                  |
| États-Unis (Billboard 200)          | 9                  |
| États-Unis (Top R&B Albums)         | 2                  |
| États-Unis (Top R&B/Hip-Hop Albums) | 8                  |
| Finlande (Suomen virallinen lista)  | 11                 |
| France (SNEP)                       | 51                 |
| Irlande (IRMA)                      | 31                 |
| Italie (FIMI)                       | 72                 |
| Lituanie (AGATA)                    | 3                  |
| Norvège (VG-lista)                  | 8                  |
| Nouvelle-Zélande (RIANZ)            | 20                 |
| Pays-Bas (Mega Album Top 100)       | 12                 |
| Royaume-Uni (UK Albums Chart)       | 38                 |
| Suède (Sverigetopplistan)           | 20                 |

| Classement (2020)                   | Position |
| ----------------------------------- | -------- |
| Australie (ARIA)                    | 51       |
| Canada (Canadian Albums)            | 35       |
| Danemark (Tracklisten)              | 48       |
| États-Unis (Billboard 200)          | 37       |
| États-Unis (Top R&B Albums)         | 5        |
| États-Unis (Top R&B/Hip-Hop Albums) | 20       |
| France (SNEP)                       | 174      |
| Nouvelle-Zélande (RMNZ)             | 32       |
| Pays-Bas (Mega Album Top 100)       | 63       |
| Royaume-Uni (UK Albums Chart)       | 96       |
| Suède (Sverigetopplistan)           | 73       |

## Certifications
| Pays              | Certification | Unités certifiées |
| ----------------- | ------------- | ----------------- |
| États-Unis (RIAA) | 2 × Platine   | 2 000 000         |
| France (SNEP)     | Or            | 50 000            |